# 荒木毬菜
荒木毬菜（日语：あらき まりな；1992年6月2日—），日本女性獨立音樂歌手及主持。

## 簡歷
荒木毬菜父母分別是個英語教師（完全中學）和鋼琴老師，自小因兩人提供寄宿家庭服務而可接觸多國文化，又因花費了九年時間深造，遂能擅奏鋼琴與小提琴。她曾就讀湘南學園，2016年則修畢慶應義塾大學環境情報學系學士課程；在校時亦曾活躍於選美活動，包括在《2015年度慶應義塾大學小姐競選（ミス慶應SFCコンテスト2015）》中獲得冠軍頭銜，2017年再先後贏得《酒窖小姐選舉（ミス蔵2017）》冠軍及《慶應義塾周刊小姐競選（Miss KJ Contest 2017）》「shiseido 獎」。
2015年，荒木毬菜開始跟友人山川大海用日語將香港、台灣、中国大陆等多首華語歌曲重新編寫和填詞，當中以翻唱曲婉婷《我的歌聲裡》—— 「小雨と君」、陳奕迅《富士山下 / 愛情轉移》—— 「春夏秋冬」而受到網民注目，其後也透過 KKBOX 推出首張專輯《澤日生作品選（Marina Araki sings Christopher Chak） - 日語版》。

## 演出作品

### 網上節目
- 2019年1月20日 - ：BRUSH UP TV《これであなたもアジアマスター？！ALAMARYと日本を飛び越えイッテQ！（飛越日本大挑戰）》 - 主持
- 2019年7月9日：NewsPicks × Twitter《The UPDATE》 - 第25回西野亮廣代表

### 網上電台節目
- 2018年1月25日 - 12月27日：北千住 C wave《キャンパスの掟（大學的法則）》 - 與渡邊剛（バッテリー）一同主持

## 音樂作品

### 專輯
| 專輯 | 專輯名稱                                                     | 專輯類型         | 發行公司          | 發行日期       | 曲目 |
| 1st  | 澤日生作品選（Marina Araki sings Christopher Chak） - 日語版 | 迷你專輯（數碼） | -                 | 2016年11月28日 | 曲目 CD 1. カタツムリ（蝸牛）- Acoustic Version [原曲：陳奕迅《任我行》] 2. 東京タワー（東京鐵塔） [原曲：謝安琪《獨家村》] 3. 春夏秋冬 [原曲：陳奕迅《富士山下 / 愛情轉移》] 4. 記憶の落とし物（遺失物） [原曲：謝安琪《鍾無艷》] 5. 善意の嘘（善意謊言） [原曲：容祖兒《搜神記》] 6. 茹でガエル（溫水青蛙） [原曲：陳奕迅《一絲不掛》] 7. カタツムリ（蝸牛) - Dreamy Acoustic Version [原曲：陳奕迅《任我行》] |
| 2nd  | gemini                                                       | 迷你專輯         | Welcomeman Record | 2018年9月2日   | 曲目 CD（WRBM-1007） 1. DIVING TOGETHER 2. MOONLIGHT 3. SUMMER BREEZE 4. DIVING TOGETHER（off vocal） 5. MOONLIGHT（off vocal） 6. SUMMER BREEZE（off vocal） |

### 參與專輯
| 專輯 | 專輯名稱                | 專輯類型         | 發行公司  | 發行日期     | 曲目 |
| 1st  | DJ KOO 17 MUSIC FACTORY | 迷你專輯（數碼） | Avex trax | 2019年1月7日 | 曲目 CD 1. YOU（Dance Remix） - Shipitan（しぴたん） 2. My Life - MARINa（荒木毬菜） 3. Mirage - Rio 4. voice - Shoichiro Nomura（野村翔一郎） 5. Love Love Love - RAYS 6. 不死鳥~フェニックス~（不死鳥~Phoenix~） - PEACE STONE（ピースストーン） 7. Jumping - DJちゃんあず 8. Festival - DJ MEL（TIDY） 9. moonlight - Marina Araki （荒木毬菜） 10. Without U - Tomoko 11. One SeVen - SAYALA 12. 画面越しのエール（跨越畫面的喝彩） - Yukari Hayashimura（林村ゆかり） 13. 全力少女 - RanRan 14. 魔法の窓（魔法之窗） - 西山小雨 15. Yes ~ Run for Glory ~ - Yarukist（ヤルキスト） 16. あかつきの空（破曉時份的天空） - 那珂川仁美 17. 魂のメラ燃え（烈火之魂） - crazysonsho（バカムスコ翔） 18. 空クラゲ（躍空水母） - Rinka（りんか） 19. 笑えない（笑不出來） - sae 20. あなたの知らない未来まで（朝著你不知道的未來） - High Bone Muscle |

### 其他歌曲
| 年份        | 歌名                         | 備註                                 |
| 改編 + 翻唱 |                              |                                      |
| 2015年      | だけがあの（就只有那……）     | 日語版本；原曲：王菲《匆匆那年》     |
| 2015年      | 小雨と君（雨中的你）         | 日語版本；原曲：曲婉婷《我的歌聲》   |
| 2015年      | 初夏物語                     | 日語版本；原曲：周杰倫《七里香》     |
| 2015年      | 君の好きな町（你喜歡的都市） | 日語版本；原曲：五月天《突然好想你》 |
| 2015年      | 単色秋夢（上）               | 日語版本；原曲：黃家駒《喜歡你》     |
| 2015年      | 金木犀                       | 日語版本；原曲：梁靜茹《可惜不是你》 |
| 2015年      | 独身 OL 之歌                 | 日語版本；原曲：吳青峰《小情歌》     |
| 2015年      | ロゼワイン（桃红酒）         | 日語版本；原曲：薛之謙《演員》       |
| 2016年      | 単色秋夢（下）               | 日語版本；原曲：陳小春《我不是偉人》 |
| 2016年      | 流星                         | 日語版本；原曲：田馥甄《小幸運》     |
| 2017年      | かたち あるもの（存在）      | 柴咲幸歌曲                           |
| 原創        |                              |                                      |
| 2016年      | （永恒的樱花）               | 不適用                               |

## 外部連結
- 荒木毬菜的新浪微博
- 荒木毬菜的X（前Twitter）
- 荒木毬菜的Instagram帳戶
- Marina Kylie Araki的Facebook專頁
- 荒木 毬菜 - Marina Araki的Facebook專頁
- ALAMARY TABI - LOG